# Dystrykt Obuasi
Okręg Miejski Obuasi – dystrykt Regionu Ashanti w Ghanie.
W marcu 2004 roku z dystryktu Adansi West oraz części dystryktów Adansi North i Adansi South utworzono dystrykt Obuasi o statusie okręgu miejskiego (municipality).
Stolicą dystryktu jest Obuasi.

## Miasta okręgu[5]
- Akaporiso
- Akrokerri
- Binsere
- Bobriase
- Brahabebome
- Dompoase
- Dunkwa Junction
- Fomena
- Kwabenakwa
- Nyameso
- Odumasi
- Pomposo
- Sansu